# Atracis simillima
Atracis simillima är en insektsart som först beskrevs av Fowler 1900.  Atracis simillima ingår i släktet Atracis och familjen Flatidae. Inga underarter finns listade i Catalogue of Life.